# Devarahalli, Koppa
Devarahalli là một làng thuộc tehsil Koppa, huyện Chikmagalur, bang Karnataka, Ấn Độ.